# Пиринска песъчарка
Пиринската песъчарка (Arenaria pirinica Stoj.) е многогодишно тревисто туфесто растение от семейство Карамфилови (Caryophyllaceae). То е български ендемит и глациален реликт. Вписано е в Червената книга на България и в Закона за биологичното разнообразие като застрашен вид.

## Описание
Пиринската песъчарка е многогодишно туфесто растение. Стъбла изправени или приповдигащи се, високи 0,5 – 3 cm, а цветоносните са възходящи, червеникави и късовлакнести. Листата обратноланцетни или обратнояйцевидни, заоблени или късозаострени на върха, приседнали. Цветовете са единични или по два. Плодът е сферичнояйцевидна кутийка.
Пиринската песъчарка цъфти през юли и плодоноси през август. Опрашва се от насекоми, а се размножава със семена.

## Разпространение
Пиринската песъчарка вирее в алпийския пояс на Пирин планина, по мраморните скали, върху хумусно-карбонатни почви от 2300 до 2400 m н.в.

## Застрашеност
Популациите от пиринска песъчарка са застрашени от туризма, от лавини и свлачища.

## Опазване
За да бъде опазена, пиринската песъчарка е обявена за защитен вид съгласно Закона за биологичното разнообразие. Находищата ѝ са в границите на националния парк „Пирин“ , в резерватите „Баюви дупки – Джинджирица“ и „Ореляк“. Те са в защитена зона от Европейската екологична мрежа „Натура 2000“ в България. Вписана е в Червената книга на България.
Необходим е мониторинг на състоянието на популацията, за да бъде опазена.